# 萬縣事件
萬縣事件，又称万县惨案或万县“九五惨案”，是发生于1926年的四川省万县（现重庆市万州区）的中英衝突。

## 背景

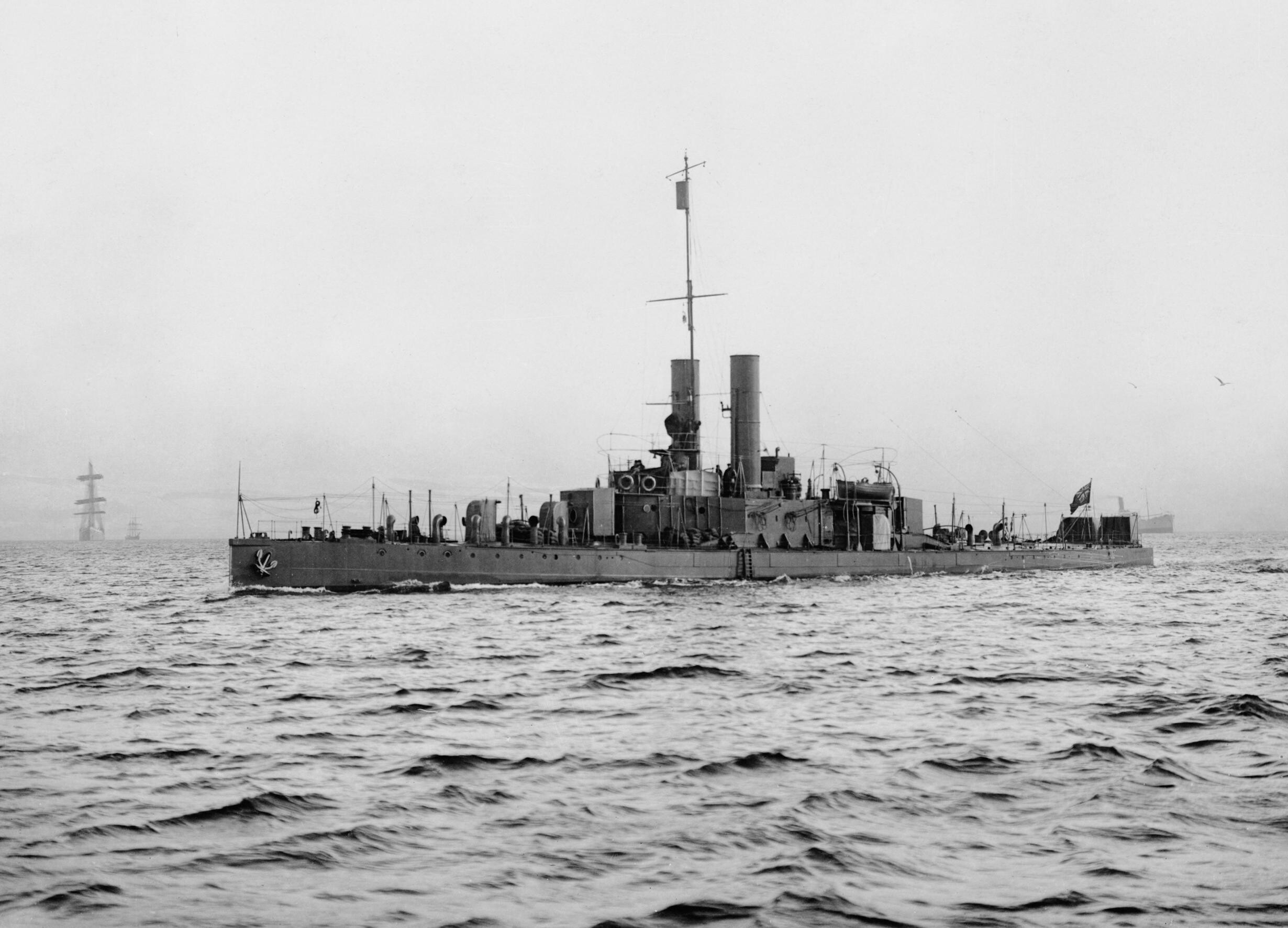
英艦柯克捷夫号

1926年（民国15年）5月，吴佩孚任命杨森为四川省省长。
1926年8月27日，杨森部隊登上英国太古公司“万县”号商轮，要求“万县”号運送部隊。“万县”号向英舰“柯克捷夫号”求救，柯克捷夫号艦長艾奇遜海軍少校登船，拒絕了運兵的要求，因為這等於英國支持軍閥。杨森部下悻然離去。:80-81
1926年8月29日，英国太古公司“万流”号商轮（SS Wanliu）在四川云阳江面疾驶，浪沉中国木船3艘，驻万县的杨森部连长1人、排长1人、士兵56人被淹死，另损失枪支56支，子弹5,500发，饷款85,000元。当日派轮船检查长率兵8人赴该轮查讯事件经过时，又遭停泊在万县的英舰“柯克捷夫号”袭击，重伤数人。后杨森提出五项主张，大致为抵制英国货、收回英国在川江的行驶权、收回重庆英租界、责令赔偿所有中方损失。
8月30日，英国太古公司“万通”（SS Wantung）、“万县”（SS Wanhsien）两轮由重庆驶抵万县，杨森派兵予以扣留。9月2日英国领事向杨森轉交吴佩孚要求放行“万通”、“万县”两轮的電報，遭杨森拒絕。4日，英国领事向杨森发出通牒，限24小时内将两轮放行。由於杨森不理，英國決定以武力解救两轮。

## 事件經過
9月5日下午13时，英国海军人员（来自柯克捷夫号、派遣號輕巡洋艦、昆蟲級炮艦Scarab、Mantis等舰）操作的武装商船「嘉禾」号（SS Kiawo）驶抵万县，与英舰「威警」（HMS Widgeon (1904)，长度48.7米，吨位195吨）、600吨级炮艇「柯克捷夫号」(HMS Cockchafer (1915)，长度72米)汇合，同时，向「万县」轮靠扰。17时许，「嘉禾」轮上20余名英水兵跳上「万县」轮砍缆，并先开枪击毙守船士兵2人，遭守船杨森部川军还击，上船英兵退回。18时许，英兵登上「万通」轮，遭川军猛烈还击，“柯克捷夫”号副舰长弗雷德里克·坎貝爾·达尔礼(Frederick Darley，或说为嘉禾号指挥官)被当场击毙。19时许，「嘉禾」轮离去，双方脱离接触。英军死伤21人，川军死亡20余人。英舰“嘉禾”号、“威警”号和“柯克捷夫号”随即进迫万县江岸，并开炮轰击万县市区近3个小时，发射炮弹和燃烧弹300余发，万县中国军民死伤以千计（平民死亡604人，伤398人），民房商店被毁千余家，造成了“万县惨案”。:81-82

## 抗英活动及其结果
9月6日，万县召开各界万人抗英大会，并组织了万县惨案后援会，通电全国，要求严厉制裁英帝国主义，为国雪耻，为死难同胞复仇。中共四川省委书记楊闇公等共产党人联合国民党左派人士在重庆成立了“万县九五惨案后援会”，发出快邮代电，宣传群众，发动和组织群众，掀起了抗英高潮。9月18日，重庆举行有十几万人参加的抗英示威游行。四川成都、泸州、自贡、綦江、宜宾、南充等地，以及上海、北京、广州、长沙、武汉等城市，先后成立万县惨案后援会、国民雪耻会，声援万县人民的爱国斗争。
9月15日，北洋政府外交部令重庆交涉员季宗孟赴万县与英领事谈判，未获结果。23日，在美国驻宜昌领事调停下，双方达成3项谅解：（一）同意美商捷江公司驻宜经理霍特为中间人，接收、交还「万通」、「万县」二轮。二轮获释后，即由重庆关监督与英驻渝领事组成木船调查会，调查木船损失；（二）英方保证英舰今后上驶无敌对行动。（三）双方均声明保留赔偿要求，另案交涉。
9月23日，杨森秉承北洋政府吴佩孚的旨意，下令释放了“万通”、“万县”两轮，并采取行动为反英示威运动降温。11月2日，外交總長顧維鈞向英國提出抗議照會。

## 紀念
9月7日，杨森议决将万县官山（公墓）辟为“九五烈士陵园”，成立“九五”公园事务所。1928年11月15日，万县商埠局决定在“九五”公园修建“九五”纪念碑。
1927年5月6日，英國宣布授勳給萬縣事件的功臣。「嘉禾」號船長阿爾伯特·羅伯特·威廉姆森因為在砲火下救出万通號艦長，万通號船長斯圖爾特·哈科特·貝茨因為在非常危險的情況下表現出極大的勇氣，「萬流」號的威廉·高根·拉洛爾少校因為勇於捍衛該船的合法權利，「嘉禾」號的輪機長霍拉斯·金斯伍德因為對引擎和鍋爐房的傑出服務，獲頒大英帝國官佐勳章。傑克·彼得森上尉因為英勇領導「嘉禾」號水兵登上兩輪，以及「萬縣」輪船長亞歷山大·克雷格·湯姆森因為堅守「萬縣」輪艦橋直到「嘉禾」號來援，使「萬通」輪能拖帶「萬縣」輪離去，獲頒傑出服務十字勳章。弗雷德里克·威廉·沃伯頓中士因為表現英勇無畏，並在希金斯上尉陣亡後繼續指揮登船，以及水手克利福德·貝斯在奪船時表現英勇，獲頒傑出英勇獎章。一名中士及所有奪船水兵獲頒傑出服務勳章。
1996年9月5日，值「九五」慘案發生70週年，位於四川省萬縣市（今重慶市萬州區）的「萬縣『九五』慘案紀念館」建成開館。

## 註
1. ↑  此處水流急，逆流行駛的汽船能掀起大浪，可能導致順流的木船翻船，因此汽船與木船相遇時通常會減速，但此次万流号並沒有減速。[3]

## 外部連結
- 嘉禾號艦長的記載 （页面存档备份，存于） （英文）
- 英方照片 （页面存档备份，存于）
- 中国共产党广东区委员会.  . 维基文库. 1926-10-29.